# Vista Alegre do Prata
Vista Alegre do Prata é um município brasileiro do estado do Rio Grande do Sul. Possui 1 590 habitantes e 119,327 km², com cerca de 13,32 hab/km². Localiza-se na região intermediária de Caxias do Sul e na região imediata de Nova Prata - Guaporé.

## História
A história de Vista Alegre do Prata tem início com a colonização e ocupação dos lotes rurais da Linha 6ª (General Osório) da Colônia de Alfredo Chaves (atualmente conhecida como Veranópolis), a partir do ano de 1884.
Com a divisão das terras de Alfredo Chaves, chegaram as primeiras famílias italianas. Os primeiros italianos a ocupar essas terras foram: Angelo Raffo, Antonio Bidese, Pietro Maschio, Claudio Calleffi, entre outros. Alguns anos mais tarde, também chegaram imigrantes poloneses. Dentre eles, temos as famílias Grzebielukas, Modelski, Koakoski, Petrykoski, Rapkiewicz, dentre outras.
Em 1915, foi denominado Vista Alegre e elevado a classe de distrito de Alfredo Chaves, e em 1924, desmembrou-se juntamente a outros distritos para formar o município de Prata (atual Nova Prata), onde permaneceu como distrito. Em 1938, foi renomeada para Augusto Severo, e assim permaneceu até 1944, quando foi renomeada novamente para Alexandre Gusmão. Em 1956, voltou a se chamar Vista Alegre.
Em 09 de maio de 1988, emancipou-se de Nova Prata, constituindo o município de Vista Alegre.

## Geografia
O território atual do município é de 119,327 km², sendo 0,5 km² urbanizados, com 1.590 habitantes segundo o censo de 2022. Situa-se a 215 km da capital Porto Alegre. O principal acesso é pela RS-441, que cruza o município e o liga até Guaporé e Nova Prata.
Situa-se na região intermediária de Caxias do Sul e na região imediata de Nova Prata - Guaporé. Localizada na latitude 28º48'32" sul e na longitude 51º47'24" oeste, Vista Alegre do Prata está a uma altitude de 562 metros.

## Educação
O município possui uma taxa de escolarização dos 6 aos 14 anos de 94%, com 171 matrículas no ensino fundamental, em dois estabelecimentos de ensino, com 23 docentes. O ensino médio possui 30 alunos matriculados, em um estabelecimento de ensino com nove docentes.